# Melanagromyza obtusa
Melanagromyza obtusa este o specie de muște din genul Melanagromyza, familia Agromyzidae. A fost descrisă pentru prima dată de Malloch în anul 1914. Conform Catalogue of Life specia Melanagromyza obtusa nu are subspecii cunoscute.